# Peter Oestmann

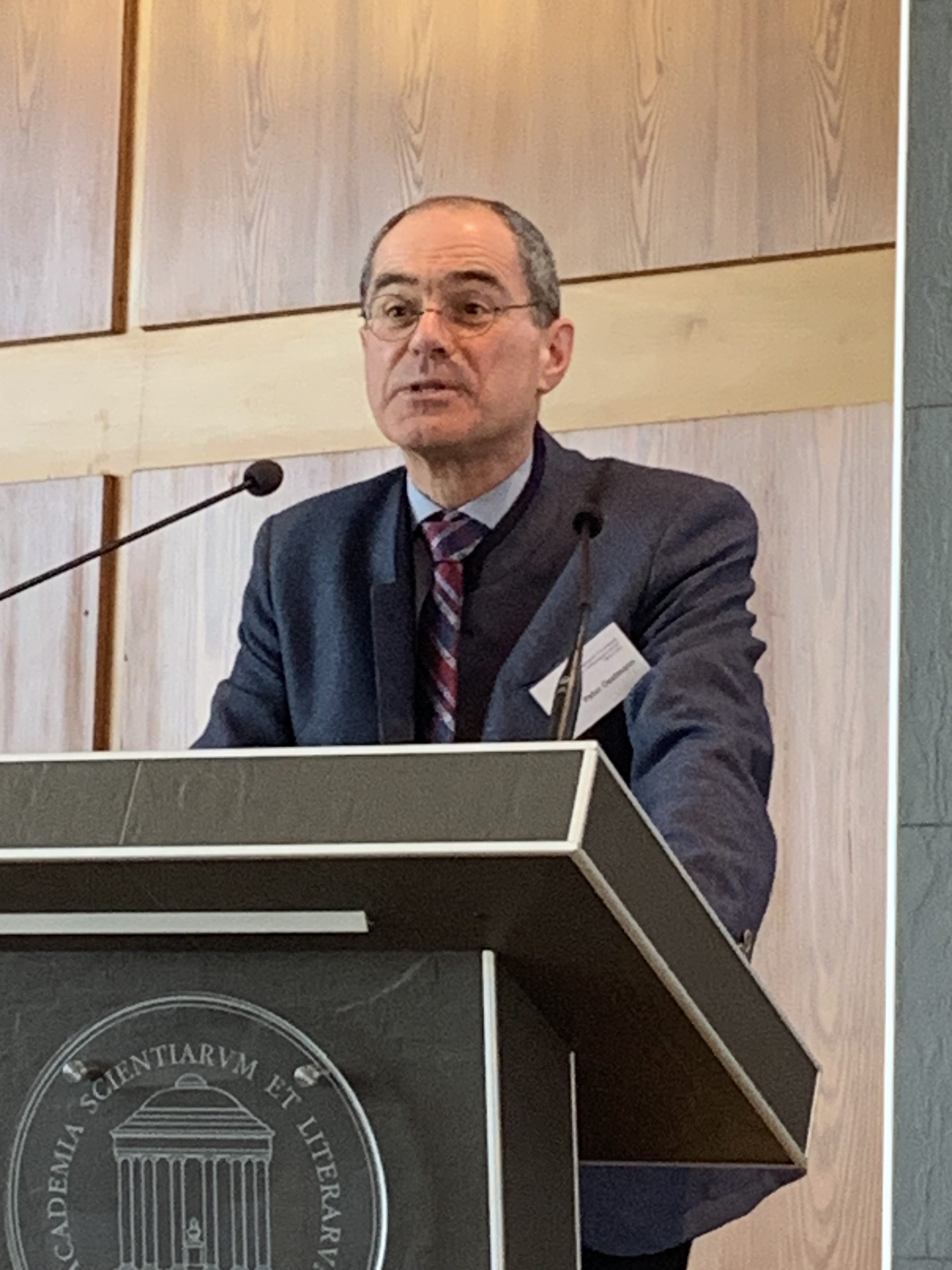
Peter Oestmann, 2024

Peter Oestmann (* 9. April 1967 in Stolzenau) ist ein deutscher Rechtshistoriker und Hochschullehrer. Er lehrt Privatrecht und Rechtsgeschichte an der Universität Münster.

## Leben und Werk
Peter Oestmann studierte von 1987 bis 1992 Rechtswissenschaft an der Universität Göttingen. Währenddessen arbeitete er von 1988 bis 1994 als Mitarbeiter am dortigen Lehrstuhl für Deutsche Rechtsgeschichte und Bürgerliches Recht. Von 1995 bis 1997 absolvierte er das Rechtsreferendariat in Lübeck. 1996 erfolgte die Promotion in Göttingen (ausgezeichnet mit dem Friedrich-Spee-Förderpreis 1997), 2002 die Habilitation in Frankfurt am Main bei Joachim Rückert. Von 1994 bis 1995 und erneut 1997 bis 2002 war er Mitglied im Graduiertenkolleg Europäische Rechtsgeschichte in Frankfurt am Main.
2003 wurde Oestmann als Professor für Rechtsgeschichte und Privatrecht an die Universität Bern berufen. Seit 2004 ist er Professor für Bürgerliches Recht und Deutsche Rechtsgeschichte an der Universität Münster und einer der Direktoren des Instituts für Rechtsgeschichte. Rufe an die Universitäten Kiel (2007) und Frankfurt am Main (2011) lehnte er ab.
Oestmann ist einer der Hauptantragsteller im Exzellenzcluster „Religion und Politik in den Kulturen der Vormoderne und Moderne“ an der Universität Münster und seit 2012 ordentliches Mitglied der Nordrhein-Westfälischen Akademie der Wissenschaften und der Künste. Im Jahr 2014 wurde er zum ordentlichen Mitglied der Historischen Kommission für Westfalen gewählt. Er ist Mitglied und war von 2018 bis 2022 Vorstandsmitglied der Vereinigung für Verfassungsgeschichte.
Peter Oestmann ist Mitherausgeber der Zeitschrift der Savigny-Stiftung für Rechtsgeschichte, der Zeitschrift für Historische Forschung sowie der Schriftenreihe Quellen und Forschungen zur höchsten Gerichtsbarkeit im Alten Reich. In seiner Göttinger Dissertation arbeitete er 255 Reichskammergerichts-Prozesse der Jahre von 1509 bis 1788 mit Bezügen zum Hexereidelikt auf. Er kommt in seiner Arbeit zum Fazit, dass dem „RKG ein erhebliches Verdienst an der Eindämmung der deutschen Hexenprozesse zukommt“.

## Schriften (Auswahl)
- Hexenprozesse am Reichskammergericht (= Quellen und Forschungen zur höchsten Gerichtsbarkeit im Alten Reich. Bd. 31). Böhlau, Köln u. a. 1997, ISBN 3-412-01597-0.
- Rechtsvielfalt vor Gericht. Rechtsanwendung und Partikularrecht im Alten Reich (= Rechtsprechung. Materialien und Studien. Bd. 18). Klostermann, Frankfurt am Main 2002, ISBN 978-3-465-03215-1.
- Aus den Akten des Reichskammergerichts. Prozeßrechtliche Probleme im alten Reich. Kovac, Hamburg 2004, ISBN 3-8300-1436-8.
- Ein Zivilprozeß am Reichskammergericht. Edition einer Gerichtsakte aus dem 18. Jahrhundert (= Quellen und Forschungen zur höchsten Gerichtsbarkeit im Alten Reich. Bd. 55). Böhlau, Köln u. a. 2009, ISBN 978-3-412-20246-0.
- Zwischen Formstrenge und Billigkeit. Forschungen zum vormodernen Zivilprozeß (= Quellen und Forschungen zur höchsten Gerichtsbarkeit im Alten Reich. Bd. 56). Böhlau, Köln u. a. 2009, ISBN 978-3-412-20324-5.
- Geistliche und weltliche Gerichte im Alten Reich. Zuständigkeitsstreitigkeiten und Instanzenzüge (= Quellen und Forschungen zur höchsten Gerichtsbarkeit im Alten Reich. Bd. 61). Böhlau, Köln u. a. 2012, ISBN 978-3-412-20865-3.
- mit Wilfried Reininghaus: Die Akten des Reichskammergerichts. Schlüssel zur vormodernen Geschichte (= Veröffentlichungen des Landesarchivs Nordrhein-Westfalen. Bd. 44). Landesarchiv Nordrhein-Westfalen, Düsseldorf 2012, ISBN 978-3-932892-31-8.
- Wege zur Rechtsgeschichte. Gerichtsbarkeit und Verfahren. Böhlau, Köln u. a. 2015, ISBN 978-3-8252-4295-4.
- Zur Gerichtspraxis im 19. Jahrhundert. Ein Schmuggeleiprozess am Oberappellationsgericht Lübeck. Einführung und Edition. 2 Bände, Vandenhoeck & Ruprecht, Göttingen 2019, ISBN 978-3-412-51336-8.